# Uwiecznione chwile
Uwiecznione chwile (szw. Maria Larssons eviga ögonblick) – szwedzki dramat obyczajowy z 2008 roku w reżyserii Jana Troella. Zgłoszony przez jury nagrody Guldbagge jako szwedzki kandydat do Oscara, znalazł się na stycznionej shortliście, jednak ostatecznie nie otrzymał nominacji.
Film osadzony jest w realiach początku XX wieku i opowiada historię Marii Larsson, opiekującej się czwórką dzieci żony robotnika, która na loterii fantowej wygrywa aparat fotograficzny.

## Obsada
- Maria Heiskanen jako Maria Larsson
- Mikael Persbrandt jako Sigfrid Larsson
- Jesper Christensen jako Sebastian Pedersen
- Emil Jensen jako Englund
- Ghita Nørby jako Pani Fagerdal
- Hans Henrik Clemensen jako Pan Fagerdal
- Amanda Ooms jako Mathilda
- Antti Reini jako Kapitan